# Колискова (Шопен)

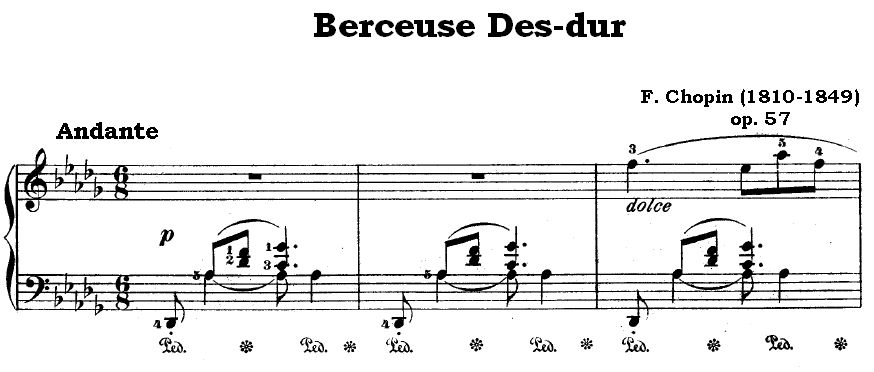

Колискова Des-dur op. 57 (фр. Berceuse) — фортепіанний твір Фредирика Шопена, написаний у 1843–1844 роках. Написана у формі теми з варіаціями і початково мала назву «Варіанти», однак при публікації композитор обрав її сучасну назву.